# Robella
Robella är en ort och kommun i provinsen Asti i regionen Piemonte i Italien. Kommunen hade 484 invånare (2018).